# Tabidachi no Haru ga Kita
Singles de S/mileage
Samui ne
(2012) Atarashii Watashi ni Nare! / Yattaruchan
(2013)
 Tabidachi no Haru ga Kita  (旅立ちの春が来た) est le 13e single "major" (et 17e single au total) du groupe de J-pop S/mileage.

## Présentation
Le single, écrit, composé et produit par Tsunku, sort le 20 mars 2013 au Japon sur le label hachama, quatre mois après le précédent single du groupe, Samui ne. Il atteint la 4e place du classement des ventes de l'Oricon, et reste classé pendant trois semaines.
Il sort aussi en quatre éditions limitées notées "A", "B", "C", et "D", avec des pochettes différentes, et pour les trois premières un DVD différent en supplément (la "D", sans DVD, comporte un ticket de loterie pour participer à une rencontre avec le groupe) ; un coffret en édition limitée rassemblant toutes les éditions du single sort aussi. Contrairement aux précédents, le single ne sort pas aussi au format "Single V" (DVD contenant le clip vidéo).
La chanson-titre figurera sur le deuxième album original du groupe, 2 Smile Sensation, qui sort deux mois plus tard.

## Formation
Membres du groupe créditées sur le single :
- Ayaka Wada
- Kanon Fukuda
- Kana Nakanishi
- Akari Takeuchi
- Rina Katsuta
- Meimi Tamura

## Liste des titres
Single CD
1. Tabidachi no Haru ga Kita  (旅立ちの春が来た?)
2. Dōshiyō  (どうしよう?)
3. Tabidachi no Haru ga Kita (instrumental)  (旅立ちの春が来た...?)

DVD de l'édition limitée "A"
1. Tabidachi no Haru ga Kita (Music Video)  (旅立ちの春が来た...?) (clip)
2. Tabidachi no Haru ga Kita (Close-up Ver.)  (旅立ちの春が来た...?)

DVD de l'édition limitée "B"
1. Tabidachi no Haru ga Kita (Music Video)  (旅立ちの春が来た...?) (clip)
2. Tabidachi no Haru ga Kita (Dance Shot Ver.)  (旅立ちの春が来た...?)

DVD de l'édition limitée "C"
1. Tabidachi no Haru ga Kita (Music Video)  (旅立ちの春が来た...?) (clip)
2. Making Eizô  (メイキング映像?) (making of)